# Gnophos sproengertsi
Gnophos sproengertsi là một loài bướm đêm trong họ Geometridae.